# سعيد سيد كاوي
سعيد سيد كاوي (ولد باسم سعيد بن محمد أكلي ؛ 12 مارس 1859 – 15 ديسمبر 1910) كان عالمًا أمازيغيًا ومعجميًا جزائريًا.

## سيرة
ولد سعيد في 12 مارس 1859 بأحمّام (تابعة لبلدية تالة حمزة)، قرية قبيلة أولاد عبد الجبار والموجودة في ولاية بجاية بالقرب من واد أميزور. وُلدت أمه شريفة بنت سعيد بن أحمد في نفس المكان، في قرية تاوريرت.
والده محمد آكلي (محند آكلي) كان من بني صدقة، قبيلة من جرجرة، استقر في منطقة وادي الساحل بعد غزو الجيش الفرنسي لمنطقة القبائل في 1856-1857. كان محمد أكلي عالماً في اللغة العربية بلا شك، ومن المؤكد أنه كان ينتمي إلى طبقة المرابطين. يتضح ذلك من مستخرج لوثيقة قضائية مؤرخة في 9 أبريل 1887، حيث ورد ذكره: «من الشاب سي السعيد، ابن المرحوم محمد أكلي سيد كاوي». ومن المعروف أن لقب «سي» كان مخصصاً حصرياً في هذه المناطق للمرابطين، أو استثنائياً للرجال الضالعين في «العلم الديني». وفي الأوساط الأدبية الإسلامية،كان محمد أكلي يطلق على نفسه اسم محمد أكلي الصدقاوي، وكانت هذه النسبة [الإنجليزية] بمثابة اسم أبوي لابنه عندما كان هذا الأخير، وهو لا يزال صغيراً، يرتدي الزي العسكري. بالفعل، انضم الابن إلى فرسان الصبايحية تحت هذا اللقب ولكن بالتهجئة "سيد قاوي". 
لا يُعرف الكثير عن طفولته وسنوات شبابه الأولى. تلقى تعليمه، مثل قلة من أبناء طبقته، في المدرسة الابتدائية الفرنسية في بجاية، بالتوازي مع دراسة وحفظ القرآن الكريم في المدرسة التقليدية في الحي، لاحقًا، التحق بالثانوية الفرنسية-العربية في قسنطينة، حيث تلقى تعليمًا متينًا باللغتين الفرنسية والعربية، مما فتح له لاحقًا أبواب العمل في الترجمة العسكرية.
قبل التحاقه بالترجمة العسكرية، تطوع في سن الثامنة عشرة للخدمة في فرسان الصبايحية لفترة أربع سنوات، حصل خلالها على رتبة عريف ثم رتبة "مارشال دي لوغيس". أُعفي من مهامه في 5 مارس 1881، وعُيّن في منصب إشرافي في مدرسة الجزائر الثانوية. لكنه عاد في 13 يوليو 1882 إلى الفوج الأول من فرسان الصبايحية لمدة أربع سنوات إضافية. في بداية عام 1880 تقريبًا، التحق بجامعة الجزائر لدراسة الطب، واستمر في هذا التخصص لمدة عامين قبل أن يغير مساره نحو دورة الترجمة. بعد اجتياز امتحاناته بنجاح، عُين في هيئة المترجمين العسكريين في 26 سبتمبر 1886.

## الحياة الشخصية
في عام 1889، تزوج من ليوني ريشيبوا، وهي سيدة فرنسية من الجزائر، ولدت عام 1868 في مدينة الأربعاء بالمتيجة. حصل سعيد على جنسيته بموجب مرسوم صادر في 27 يناير 1890. كان لديه ثلاثة أطفال من هذا الزواج: ليون، المولود في غرداية عام 1890، ومارغريت، المولودة في دلس عام 1892، وبايا لوسي، المولودة عام 1904.

## الوفاة
توفي في 15 ديسمبر 1910 ببرج منايل حيث استقر مع عائلته.

## الأعمال
- Dictionnaire français-tamâhaq [قاموس تماهاك - فرنسي]. Alger. 1894.{{استشهاد بكتاب}}:  صيانة الاستشهاد: مكان بدون ناشر (link)
- Dictionnaire pratique tamâhaq-français. 1900.
- Dictionnaire français-tachelh'it et tamazir't (dialectes berbères du Maroc). Paris: E. Leroux. 1907.

## التشريفات
كُرّيم بعديد الأوسمة الرفيعة: 
- في عام 1895 نيشان الافتخار برتبة ضابط..
- حصل أثناء إقامته في باريس على الميدالية البرونزية في المعرض الدولي (1900) تتويجًا لقاموسيه التارقيين.
- في عام 1904، حصل على وسام جوقة الشرف .
- في عام 1905، تحصل على وسام السعفات الأكاديمية برتبة ضابط.